# العلاقات الصينية الجيبوتية
العلاقات الصينية الجيبوتية هي العلاقات الثنائية التي تجمع بين الصين وجيبوتي.

## مقارنة بين البلدين
هذه مقارنة عامة ومرجعية للدولتين:
| وجه المقارنة                                              | الصين                    | جيبوتي                    |
| --------------------------------------------------------- | ------------------------ | ------------------------- |
| المساحة (كم2)                                             | 9.60 مليون               | 23.20 ألف                 |
| عدد السكان (نسمة)                                         | 1.33 مليار               | 956.99 ألف                |
| الكثافة السكانية (ن./كم²)                                 | 138.54                   | 41.25                     |
| العاصمة                                                   | بكين                     | جيبوتي                    |
| اللغة الرسمية                                             | اللغة الصينية القياسية   | لغة فرنسية، اللغة العربية |
| العملة                                                    | رنمينبي                  | فرنك جيبوتي               |
| الناتج المحلي الإجمالي (بليون دولار)                      | 12.24 تريليون            | 1.84 مليار                |
| الناتج المحلي الإجمالي (تعادل القوة الشرائية) بليون دولار | 19.82 تريليون            | 3.10 مليار                |
| الناتج المحلي الإجمالي الاسمي للفرد دولار أمريكي          | 8.03 ألف                 | 1.95 ألف                  |
| الناتج المحلي الإجمالي للفرد دولار أمريكي                 | 13.21 ألف                | 3.27 ألف                  |
| مؤشر التنمية البشرية                                      | 0.728                    | 0.470                     |
| رمز المكالمات الدولي                                      | +86                      | +253                      |
| رمز الإنترنت                                              | .cn، .中国 ‏، .中國 ‏      | .dj                       |
| المنطقة الزمنية                                           | توقيت الصين، ت ع م+08:00 | ت ع م+03:00               |

## منظمات دولية مشتركة
يشترك البلدان في عضوية مجموعة من المنظمات الدولية، منها:
| علم المنظمة | اسم المنظمة                                                | تاريخ انضمام الصين | تاريخ انضمام جيبوتي |
| ----------- | ---------------------------------------------------------- | ------------------ | ------------------- |
|             | وكالة ضمان الاستثمار متعدد الأطراف                         | 30 أبريل 1988      | 12 يناير 2007       |
|             | البنك الإفريقي للتنمية                                     | ?                  | ?                   |
|             | منظمة الشرطة الجنائية الدولية                              | ?                  | ?                   |
|             | منظمة حظر الأسلحة الكيميائية                               | ?                  | ?                   |
|             | منظمة التجارة العالمية                                     | 11 ديسمبر 2001     | ?                   |
|             | البنك الدولي للإنشاء والتعمير                              | 27 ديسمبر 1945     | 1 أكتوبر 1980       |
|             | الأمم المتحدة                                              | 25 أكتوبر 1971     | 20 سبتمبر 1977      |
|             | العملية المشتركة للاتحاد الأفريقي والأمم المتحدة في دارفور | ?                  | ?                   |
|             | مؤسسة التمويل الدولية                                      | 15 يناير 1969      | 1 أكتوبر 1980       |
|             | يونسكو                                                     | 4 نوفمبر 1946      | 31 أغسطس 1989       |
|             | مؤسسة التنمية الدولية                                      | 24 سبتمبر 1960     | 1 أكتوبر 1980       |
|             | الاتحاد البريدي العالمي                                    | ?                  | ?                   |
|             | الاتحاد الدولي للاتصالات                                   | 1 سبتمبر 1920      | 22 نوفمبر 1977      |

## وصلات خارجية
- موقع وزارة الخارجية الصينية